# Empi et Riaume
Empi et Riaume est un groupe d'Arts et Traditions Populaires basé à Romans-sur-Isère, dans la Drôme. Depuis plus de 85 ans, le groupe perpétue les arts traditionnels des XVIIIe et XIXe siècles, notamment entre danses, chants et musique.

## Origine du groupe
Le groupe Empi et Riaume a été fondé en 1934 par le poète Charles Forot et Marie-Madeleine Bouvier, une personnalité locale de Romans-sur-Isère. Sur la base d'un collectage minutieux des danses, chants, et traditions du Dauphiné et du Vivarais (principalement entre les deux guerres), Marie-Madeleine Bouvier et les membres du groupe ont constitué un répertoire d'une centaine de chants, danses, musiques, que le groupe reproduit, encore aujourd'hui, en répétition et sur scène. Le nom du groupe vient du cri des mariniers du Rhône, qui criaient « Pique à l'Empi » pour aborder sur l'« Empi » (rive du Saint-Empire romain germanique) et « Bute au Riaume » pour aborder sur le « Riaume » (rive du royaume de France) ; le groupe a adopté ce nom pour évoquer les deux régions (Dauphiné et Vivarais) dont il perpétue les arts et traditions populaires.

## Composition
Le groupe est composé d'une centaine de membres bénévoles, qui se répartissent en plusieurs formations :
- un groupe de danseurs enfants (environ de 5 à 14 ans) ;
- un groupe de danseurs adultes (environ de 15 à 60 ans) ;
- une chorale ;
- des musiciens (violon, accordéons, vielle, cornemuse, clarinette, flûte traversière, Tambour…). Ces différentes formations peuvent se produire seules ou ensemble dans une prestation globale, selon les demandes ;

- une commission costumes (pour l'entretien et la reconstitution des costumes) ;
- un groupe pratiquant la dentelle ;
- des bénévoles s'occupant de la communication et l'organisation des sorties, des spectacles du groupe, et du Festival[2].

## Répertoire
Toutes les danses du répertoire, ainsi que les chants et les musiques ont été recueillis par la présidente fondatrice et les membres du groupe, ils sont donc inédits.
Ce sont des danses traditionnelles provenant du terroir, bien plus anciennes que les danses d'importation dites populaires, telles que polka ou scottish, qui furent exécutées dans toute la France. Si le Vivarais est une terre de prédilection pour la bourrée, le Dauphiné a depuis si longtemps adopté le rigaudon que, pour la majorité des spécialistes, il en est originaire.
Le répertoire est ainsi composé de danses saisonnières qui marquaient les différents temps de la vie agricole ou fêtaient la fin des grands travaux, de danses burlesques pendant lesquelles les garçons se moquent des filles, de danses de festivités, des quadrilles et des farandoles, et des danses de conjuration qui permettaient, selon la superstition, de lutter contre les maux les plus divers. Quelques danses rituelles, comme la danse des vendangeurs ou la danse du mai nouveau, remontent selon toute vraisemblance à l'Antiquité païenne, et à des rites pré-chrétiens.

## Activité actuelle du groupe
Le groupe Empi et Riaume est très actif et se produit régulièrement lors de spectacles, fêtes de villes ou de villages, festivals internationaux de folklore… Il est reconnu nationalement et internationalement. En 2006, le Conseil international des organisations de festivals de folklore et d'arts traditionnels (CIOFF) le labellise, preuve de sa qualité artistique. 
Chaque année, il effectue des tournées à l'étranger ; les derniers voyages ont ainsi mené les danseurs, chanteurs et musiciens d'Empi et Riaume au Japon, au Maroc, aux îles Canaries, en Grèce, aux États-Unis, aux Açores, en Angleterre ou encore en Pologne. En juillet et août 2009, le groupe participe au Festival international de folklore de Zacatecas au Mexique. En mars 2010, il est invité en Arabie saoudite pour le festival de la Janadriyah.
En février et mars 2019, il participe au douzième festival mondial du folklore du Pérou, dans la capitale, Lima. 
Le groupe adhère également à l'UNGTP (Union nationale des groupes de traditions populaires) et à la FFATP (Fédération Française des Arts et Traditions Populaires)

## Festival
Depuis 1977, Empi et Riaume organise le Festival International de Folklore « Cultures et Traditions du Monde », qui réunit chaque année, durant la première quinzaine de juillet des groupes traditionnels venus du monde entier. L'événement, reconnu par le CIOFF mobilise environ 300 bénévoles durant l'année et attire des milliers de spectateurs venus de toute la France. Il se déroulera cette année du 8 au 11 juillet 2021.